# حبيبتي الأولى غيارو

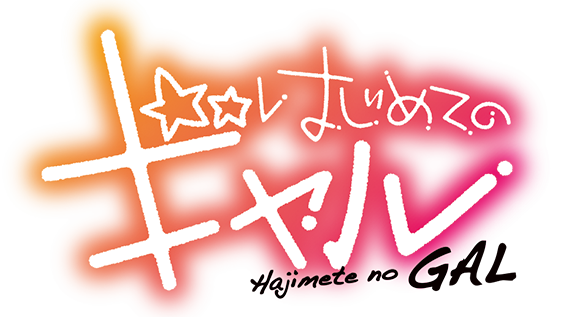

حبيبتي الأولى غيارو (باليابانية: はじめてのギャル) مانغا من تأليف ورسم ميغورو أوينو، وهي متسلسلة في مجلة الأولاد شونن إيس منذ عام 2015، ولديها حتى الآن 4 مجلدات تانكوبون في الأسواق اليابانية. واقتبست المانغا إلى مسلسل أنمي تلفزيوني من إنتاج استوديو أن أي زد، من 10 حلقات عرض في عام 2017.

## القصة
تدور القصة حول فتى غير محبوب يُدعى جونيتشي هاشيبا الذي يبدأ بمواعدة فتاة «غيارو» عصرية تُدعى يوكانا يامي ولكن الفروقات بينهما شاسعة.

## الشخصيات
- جونيتشي هاشيبا (باليابانية: 羽柴 ジュンイチ)

مؤدي الصوت: شينتارو أسانوما.
- يوكانا يامي (باليابانية: 八女 ゆかな)

مؤدي الصوت: يوكي ناغاكو.
- شينبي ساكاموتو (باليابانية: 坂本 慎平)

مؤدي الصوت: توشيوكي تويوناغا.
- كيغو إشيدا (باليابانية: 石田 景吾)

مؤدي الصوت: كينجي أكبان.
- مينورو كوباياكاوا (باليابانية: 小早川 稔)

مؤدي الصوت: مينورو شيرايشي.
- رانكو هونجو (باليابانية: 本城 蘭子)

مؤدي الصوت: إيري كيتامورا.
- نيني فوجينوكي (باليابانية: 藤ノ木寧音)

مؤدي الصوت: يوي أوغورا.
- يوي كاشى (باليابانية: 香椎 結衣)

مؤدي الصوت: أيانا تاكيتاتسو.
- أيومي كاميساكا (باليابانية: 上坂 歩美)

مؤدي الصوت: كازوسا أرانامي.
- كوكورو شينا (باليابانية: 椎名 心)

مؤدي الصوت: ناتسكو هارا.

## روابط خارجية
- حبيبتي الأولى غيارو على موقع ANN manga (الإنجليزية)